# Merlin (téléfilm, 2012)
Pour les articles homonymes, voir Merlin (homonymie) et Merlin l'Enchanteur (homonymie).
Pour plus de détails, voir Fiche technique et Distribution.
Merlin : L'Enchanteur est un téléfilm français en deux parties, réalisé par Stéphane Kappes. En Belgique, le premier épisode a été diffusé le 27 octobre 2012 et le deuxième le 28 octobre 2012. En France, le premier épisode fut diffusé le 29 octobre et le deuxième le 5 novembre 2012 sur TF1. Elle raconte la légende de Merlin l'enchanteur, interprété dans cette version par Gérard Jugnot.

## Synopsis

### Première partie:L'Enchanteur désenchanté
Après dix années passées auprès du prince Arthur qui, au grand désespoir de sa cousine Morgane, va épouser la jolie princesse Guenièvre, Merlin se retire dans la Forêt de Brocéliande pour goûter une retraite bien méritée. Mais l'arrivée de l'énergique Fée Viviane et de son jeune fils Lancelot va contrarier ses plans. Pendant que Morgane cherche une vengeance auprès de sa tante (une sorcière sur le point de mourir), Merlin fait croire à Viviane qu'il n'est que le bûcheron de Merlin pour ne pas avoir à éduquer Lancelot. Mais Viviane réussit à convaincre Merlin, et s'installe chez lui. Cette cohabitation est difficile pour Merlin, qui tombe peu à peu amoureux de Viviane. Mais cette relation a un prix : l'amour que ressent Merlin lui fait perdre ses pouvoirs de mage.

### Deuxième partie:Le Secret de Brocéliande
Filant le parfait amour avec la Fée Viviane, Merlin n'a toujours pas retrouvé ses pouvoirs. Ayant eu vent que seul Lancelot pouvait trouver le Graal, Vortigern et Morgane transforment Guenièvre en statue de pierre et capturent Viviane pour l'échanger contre le précieux calice. Merlin part en quête du Graal, accompagné de Lancelot son « fils d'adoption », afin de l'échanger contre la libération de Viviane auprès de Vortigern. Après avoir récupéré un Graal de substitution, piège imaginé par Merlin, Vortigern est tué par Morgane qui souhaite également récupérer le Graal. Se rendant compte du mauvais tour, Morgane entre dans une colère noire et son déchaînement grandit : elle promet la vengeance à Arthur et aux siens. Merlin, quant à lui, essaie de retrouver ses pouvoirs en tentant de se persuader qu'il déteste Viviane. Cette dernière, afin de l'aider, lui fait croire qu'elle a une liaison avec un proche du roi Arthur : Katan.

## Fiche technique
- Titre original : Merlin
- Réalisateur : Stéphane Kappes
- Scénario : Michel Delgado et Karine de Demo
- Producteur délégué : Jean-Pierre Guérin
- Productrice : Véronique Marchat
- Coproducteur : Marc Jenny
- Musique : Xavier Berthelot
- Directeur de la photographie : Willy Stassen
- Montage : Bénédicte Gellé
- Distribution : Françoise Menidrey
- Création des décors : Franck Schwarz
- Création des costumes : Nathalie Chesnais
- Effets spéciaux de maquillage : Andrea McDonald et Bobo Sobotka
- Supervision des effets visuels : Laurent Bigeaud, François Brigouleix et Stephane Mitonneau
- Compagnies de production : TF1 - GMT Productions - Okko Productions - BETA FILM - JAN MOJTO
- Compagnie de distribution : TF1
- Pays d'origine :  France /  République tchèque
- Langue : Français
- Durée : 2 x 90 minutes

## Distribution
- Gérard Jugnot : Merlin
- Marilou Berry : Morgane
- Joséphine de Meaux : Viviane
- Cristiana Capotondi : Guenièvre
- Wladimir Yordanoff : Roi Pendragon
- Michel Vuillermoz : Vortigern
- Jean-Baptiste Maunier : Lancelot adulte
- Corinne Masiero : Ferrosa
- Daniel Martin : Kantor
- Olivier Broche et Benjamin Guillard : les Razmok
- Arthur Molinier : Arthur
- Alexandra Cismondi : Lancelote
- Lou Chauvain : Camélia
- Fanie Zanini : Clotilde
- Miljan Chatelain : Lancelot jeune
- Alice Pol : Vendeuse

## Audiences
Le 29 octobre, le premier épisode rassemble 7 076 000 téléspectateurs (27 %),. La diffusion du second épisode réunit moins de personnes que le précédent, la part d'audience effectuée est de 20,9 % soit 5 513 000 téléspectateurs. En Italie de Italia 1, en prime time, la première partie de la série Merlin-L'incantatore disincantato totalise 1 897 000 de téléspectateurs (7,95 %). Sur Italia 1, en début de soirée, la deuxième et dernière partie de Merlin s'élève à 1 248 000 de téléspectateurs (4,3 %).

## Réception
Le téléfilm est mal accueilli, en raison notamment de la mauvaise qualité des effets spéciaux, qui donne selon les critiques de l'Express un résultat nanar. Les réactions sur Twitter évoquent aussi le costume de Gérard Jugnot, l'humour qui tombe à plat, ou encore l'objet magique de la fée Viviane, qui rappelle un Ipad avec Google Map, comme autant de ratages,. Le Parisien pointe les mêmes faiblesses ainsi qu'un début laborieux et ennuyeux, en saluant tout de même les performances d'actrice de Marilou Berry et le ton décalé de l'ensemble.

## DVD
- France :

Le téléfilm est sorti sur le support DVD.
- Merlin (DVD-9 Keep Case) est sorti le 7 novembre 2012 édité par TF1 Vidéo et distribué par Universal Pictures Vidéo (France). Le ratio écran est en 1.77:1 panoramique 16:9. L'audio est en Français 2.0. Dolby Digital avec sous-titres Français pour sourds et malentendants. Les deux épisodes de 90 minutes sont présents. Pas de suppléments inclus. Il s'agit d'une édition Zone 2 Pal.